# 潮土油

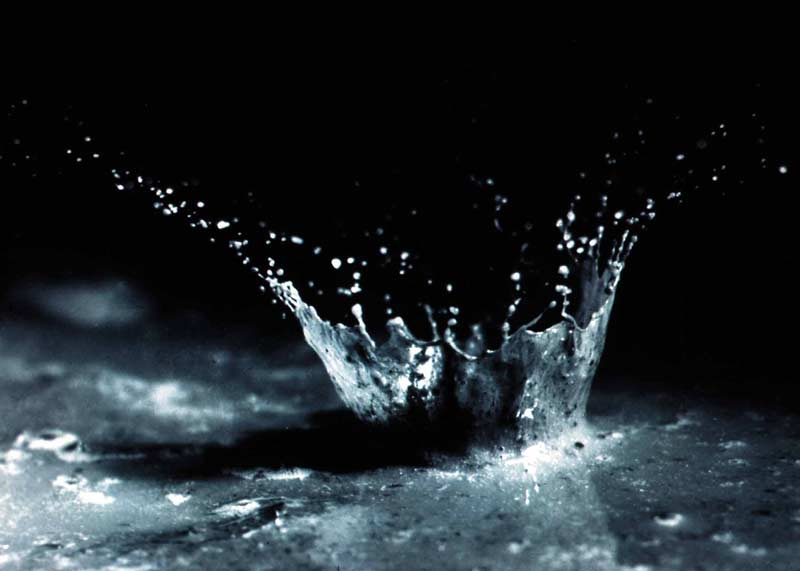
雨滴溅起土壤和水

潮土油是指雨水落在乾燥土壤上时产生的气味、下雨時泥土的芳香，或“初雨味”。
英語 petrichor 來自希腊神话的古希臘語 πέτρα（pétra，岩 rock)，或 πέτρος（pétros，石 stone），以及 ἰχώρ（ikhṓr，以太液，天神的血，希臘神話中在神的血管內流動的體液)；其意思就是“刚下雨时，会闻到来自岩石逸出神的血”。
这个术语是由两位澳大利亚CSIRO研究人员，Isabel 'Joy' Bear和Richard G. Thomas，在1964年为在《自然》杂志上发表的一篇文章创造的。根据该篇文章的描述，这种气味产生于某些植物在干旱期间渗出的油，这些油分泌后被黏土和岩石吸收。下雨时，这种油与土臭素（某些放线菌的代谢副产物）一起释放到空气中，产生独特的气味。如果下雨伴随闪电，这些气味中也可能含有臭氧。Bear和Thomas（1965）的一篇后续文章表明，这种油会阻碍种子萌发和早期植物生长。

## 引用
1. ↑  波斯克, 比昂卡. . 行路. 2018-03-06  [2019-04-01]. ISBN 9789869406987. （原始内容存档于2019-08-19） （中文（繁體））.
2. ↑  . 《BBC知識》國際中文版14期〈Q&A〉. 《BBC知識》國際中文版. 2014-10-15 （中文（繁體））.
3. ↑  https://dictionary.cambridge.org/zht/%E8%A9%9E%E5%85%B8/%E8%8B%B1%E8%AA%9E-%E6%BC%A2%E8%AA%9E-%E7%B9%81%E9%AB%94/petrichor
4. ↑  曹则贤. . Global Publishing. 2010: 61  [2023-06-21]. ISBN 9789813205666. （原始内容存档于2023-06-21）.
5. ↑  王煜. . 明文書局. 1994: 30，449  [2023-06-21]. ISBN 9789577030351. （原始内容存档于2023-06-21）.
6. ↑  西蒙‧金（Simon King）， 克萊爾‧納西爾（Clare Nasir）. 李文堯， 林心雅， 田昕旻 , 编. . 晨星出版. 2021. ISBN 9786267009789.
7. ↑  
Bear, Isabel Joy; Thomas, Richard G. . Nature. March 1964, 201 (4923): 993–995. Bibcode:1964Natur.201..993B. doi:10.1038/201993a0.
8. ↑  Garg, Anu. . Penguin. 2007: 399  [2019-03-29]. ISBN 9780452288614. （原始内容存档于2021-03-19）.
9. ↑  Yuhas, Daisy. . Scientific American. July 18, 2012  [July 20, 2012]. （原始内容存档于2017-05-09）.
10. ↑  Bear, Isabel Joy; Thomas, Richard G. . Nature. September 1965, 207 (5005): 1415–1416. Bibcode:1965Natur.207.1415B. doi:10.1038/2071415a0.